# Parker (sopka)
Parker (v zemi také zvaná jako Mélébingóy nebo Falen) je 1 824 m vysoká aktivní sopka na jihu Filipín, na ostrově Mindanao.

## Název
Anglický název je odvozen od Američana, generála Franka Parkera. Ten sopku poprvé zahlédl z letadla a poté k ní vedl výpravu amerických a filipínských vládních úředníků, jejímž cílem bylo dosažení jezera. Dorazili k němu na podzim 1934.

## Popis
Parker je stratovulkán. Nadmořská výška činí 1824 m (jiné zdroje uvádějí 1784 m) a průměr základny 40 km. Vrchol hory je tvořen 2,9 km širokou kalderou se strmými stěnami. Ty se zvedají 200–500 m nad hladinou kalderového jezera Hólón (také zvané jako Maughan). Z něho vytéká řeka Gao, jež patří do povodí Pulangi.
Sopka je považovaná za jedno z posvátných míst kmene Tboli.
Okolí obývá Parantica dannatti – vzácný a obecně ohrožený druh motýla. Rovněž byl potvrzen výskyt nártouna filipínského.

## Vulkanismus

### Erupce 1641
Parker byla pro většinu vulkanologů až do nedávné doby méně známou sopkou. Následné studie geologické struktury, včetně dokumentů z koloniálních dob odhalily velkou erupci na začátku ledna 1641, původně přičítanou sopce Awu. Španělské zdroje uvádějí, že 3. a 4. ledna byl hřmot erupce slyšet až ve městě Zamboanga, nacházejícím se přes 300 km západním směrem, kde byl vnímaný jako výstřely z mušket a děl. Hlavní erupce pravděpodobně nastala 4. ledna kolem 09:00. Cestovatelé v jihovýchodní Asii později uvedli, že výbuch vulkánu bylo možné slyšet až ve Vietnamu a v Kambodži, což je téměř 1 800 kilometrů. Odpoledne 4. ledna zakryl oblohu nad Zamboangou hustý oblak popela a po čtvrté hodině odpolední už lidé neviděli ani své ruce před očima. Podobná situace nastala i 600 km jižněji. Posádky flotily plavidel v Celebeském moři zaznamenaly silné potemnění oblohy. Kvůli všudypřítomnému sopečnému popelu byla viditelnost natolik špatná, že námořníci si museli svítit, aby nedošlo ke srážce s ostatními loděmi.
Během velké erupce byly velké části ostrova Mindanao dočasně uvrženy do tmy. Během výbuchu bylo taktéž vytvořeno současné kalderové jezero. Předpokládá se, že vrchol Parker mohl před erupcí dosahovat nadmořské výšky přes 2 000 m. Tím, jak se částečně vyprázdnil magmatické krb, se nadloží propadlo do prázdného prostoru a vznikla tak kotlovitá propadlina, odborně nazývaná jako kaldera.

### Rizika
Za posledních 3 800 let jsou u Parker známy tři sopečné erupce: 1920 př. n. l. (síla VEI 4), 1380 (VEI 4) a 1641 (VEI 5). Všechny tři byly silnějšího charakteru. Proto je považovaná za velmi nebezpečnou. Je jedinou sopkou na ostrově Mindanao, kterou jizví rozlehlá kaldera. Její vznik je obecně spojen se silnými a explozivními erupcemi pliniovského typu. Na svazích byly nalezeny silné vrstvy vyvrženin. Průzkumy oblasti odhalily, že předchozí výbuchy zdevastovaly oblast až do vzdálenosti 20 kilometrů od kráteru a okolní řeky postihly lahary.
V chování Parker jsou patrné paralely s jinou filipínskou sopkou – Pinatubo. V minulosti způsobila velmi silné erupce, mezi nimiž byly dlouhé intervaly, kdy sopka byla v klidu, zpravidla na několik staletí až tisíc let. V roce 1991 na ní v rámci celého světa proběhla poslední erupce síly VEI 6, na jejímž konci se vrchol původně kuželovité hory propadl do kaldery o průměru 2,5 km a její dno dodnes vyplňuje kalderové jezero. Mohutné pyroklastické proudy zdevastovaly vše až do vzdálenosti 17 km a lahary ničily okolí řek až 50 km daleko. Dalším společným znakem obou sopek je velmi podobné složení magmatu.
Nebezpečí také u Parkeru představuje jezero Hólón. Sesuv v kaldeře by mohl vyvolat vlnu tsunami, která by se přelila do odtékající řeky Gao a způsobit na jejím toku extrémní bleskové povodně v podobě laharu.